# Sinfonia n. 101 (Haydn)
La sinfonia n. 101 Die Uhr in re maggiore (Hob:I:101) è la nona delle ultime dodici sinfonie di Joseph Haydn, dette sinfonie londinesi.  È conosciuta come "L'orologio" o "La pendola" a causa del ritmo ticchettante del secondo movimento.

## Composizione
Haydn ha scritto questa sinfonia per il suo secondo soggiorno a Londra (1794-5), completando la composizione tra il 1793 e il 1794. La prima esecuzione si è tenuta il 3 marzo 1794 presso la Hanover Square Rooms, con Haydn che dirigeva al clavicembalo e Johann Peter Salomon primo violino. L'esecuzione era inserita in una serie di concerti i cui programmi erano costituiti da composizioni di Haydn, organizzati dallo stesso Salomon, impresario e violinista tedesco che lavorava a Londra. Una seconda esecuzione si è tenuta una settimana dopo.
La sinfonia si articola in quattro movimenti.

### Adagio - Presto
La composizione si apre con una introduzione lenta (Adagio, 3/4), dal carattere scuro, in tonalità di re minore. La tensione è rotta alla venticinquesima battuta, dove una scaletta ascendente dei violini lancia il primo, vivace tema, in re maggiore (Presto, 6/8). Il secondo tema, più breve, è eseguito da flauti e oboi. I due soggetti vengono poi elaborati entrambi nello sviluppo. Ad una trentina di battute dalla fine si attraversa una sezione densa di modulazioni e cromatismi, e poi dalla dominante si torna alla tonalità d'impianto con la riproposizione del primo tema.

### Andante
Il secondo movimento è caratterizzato dallo staccato degli oboi e dai pizzicati dei secondi violini e dei violoncelli, il cui ritmo ticchettante ispira il soprannome della sinfonia, ovvero "La pendola" o "L'orologio". Il primo tema è esposto dai violini primi, in sol maggiore. La musica si sposta in modo minore, per poi ritornare in maggiore, con i flauti che suonano sopra il ticchettio di sottofondo. Dopo una pausa la musica riprende a scorrere in modo minore, per poi ritornare in maggiore fino alla conclusione del movimento.

### Menuetto: Allegretto
Il tempo di danza è caratterizzato da accentuazioni e fraseggio asimmetrici. Nel trio i flauti richiamano il primo tema del presto iniziale.

### Vivace
Un tema di otto battute, presentato dai soli archi, apre il rondò conclusivo, seguito da un secondo tema più lungo (20 battute) e disteso. Un episodio in tonalità minore porta al fugato, in maggiore, proposto dai violini ai quali si unisce poi il resto dell'orchestra. Dopo una certa elaborazione, il tema iniziale viene ripresentato dolcemente dagli archi e porta alla coda che conclude la composizione.

## Accoglienza
L'accoglienza del pubblico è stata entusiastica, come per le altre sinfonie londinesi in generale. Il Morning Chronicle riportava:
(Morning Chronicle)
La sinfonia ha sempre goduto di buona popolarità e viene eseguita e registrata frequentemente.